# Warren Hymer
Warren Hymer, né le 25 février 1906 à New York (État de New York), mort le 25 mars 1948 à Los Angeles (Californie), est un acteur américain.

## Biographie
Warren Hymer débute au cinéma dans six films sortis en 1929, le premier étant Speakeasy de Benjamin Stoloff, avec Lola Lane et Henry B. Walthall. Il apparaît en tout dans cent-vingt-neuf films américains, dont cinq réalisés par John Ford (ex. : Up the River en 1930, avec Spencer Tracy et Claire Luce). Ses deux derniers films sortent en 1946, après lesquels il se retire, en raison d'une cirrhose dont il meurt prématurèment en 1948.
Parmi ses autres films notables, mentionnons Rose de minuit de William A. Wellman (1933, avec Loretta Young, Ricardo Cortez et Franchot Tone), San Francisco de W.S. Van Dyke (1936, avec Clark Gable, Jeanette MacDonald et Spencer Tracy), J'ai le droit de vivre de Fritz Lang (1937, avec Sylvia Sidney et Henry Fonda), La Huitième Femme de Barbe-Bleue d'Ernst Lubitsch (1938, avec Claudette Colbert et Gary Cooper), Femme ou Démon de George Marshall (1939, avec Marlène Dietrich, James Stewart et Mischa Auer), ou encore L'Homme de la rue de Frank Capra (1941, avec Gary Cooper et Barbara Stanwyck).
Au théâtre, Warren Hymer joue une fois à Broadway (New York), dans une pièce représentée d'octobre 1928 à janvier 1929, donc à ses débuts.

## Filmographie partielle

### Années 1920
- 1929 : Speakeasy de Benjamin Stoloff
- 1929 : The Far Call d'Allan Dwan
- 1929 : Fox Movietone Follies of 1929 de David Butler
- 1929 : L'Affaire Burton (The Girl from Havana) de Benjamin Stoloff

### Années 1930-1934
- 1930 : Men on Call de John G. Blystone
- 1930 : Up the River de John Ford
- 1930 : L'Amant de minuit (Oh, For a Man !) d'Hamilton MacFadden
- 1930 : Hommes sans femmes (Men without Women) de John Ford
- 1930 : Sinners' Holiday de John G. Adolfi
- 1930 : Born Reckless de John Ford et Andrew Bennison
- 1931 : Le Jardin impie (The Unholy Garden) de George Fitzmaurice
- 1931 : Charlie Chan Carries On d'Hamilton MacFadden
- 1931 : Goldie de Benjamin Stoloff
- 1931 : Le Corsaire de l'Atlantique (Seas Beneath) de John Ford
- 1932 : Vingt mille ans sous les verrous (20,000 Years in Sing Sing) de Michael Curtiz
- 1932 : Love Is a Racket de William A. Wellman
- 1932 : Hold 'Em Jail de Norman Taurog
- 1932 : Voyage sans retour (One Way Passage) de Tay Garnett
- 1933 : Billion Dollar Scandal d'Harry Joe Brown
- 1933 : A Lady's Profession (en) de Norman Z. McLeod
- 1933 : Rose de minuit (Midnight Mary) de William A. Wellman
- 1933 : In the Money de Frank R. Strayer
- 1933 : Her First Mate de William Wyler
- 1933 : Son dernier combat (King for a Night) de Kurt Neumann
- 1934 : The Crosby Case d'Edwin L. Marin
- 1934 : Young and Beautiful de Joseph Santley
- 1934 : She Loves Me Not d'Elliott Nugent
- 1934 : Shérif malgré lui (The Gold Ghost) de Charles Lamont et Buster Keaton (court métrage)
- 1934 : One is Guilty de Lambert Hillyer
- 1934 : Patte de chat (The Cat's-Paw) de Sam Taylor
- 1934 : Kid Millions de Roy Del Ruth
- 1934 : Petite Miss (Little Miss Marker) d'Alexander Hall
- 1934 : Ce n'est pas un péché (Belle of the Nineties) de Leo McCarey

### Années 1935-1940

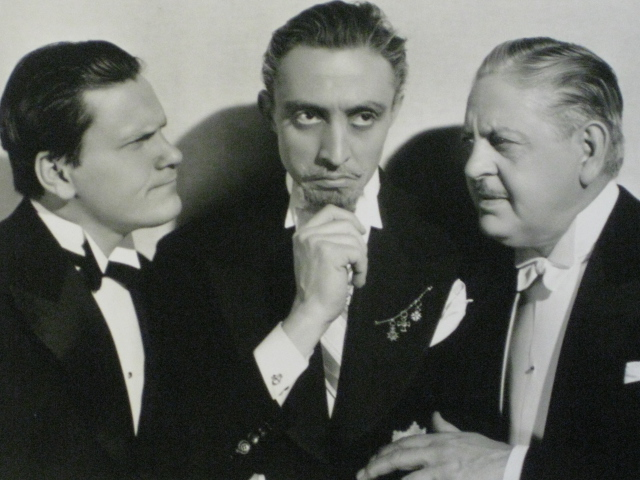
Warren Hymer, Mischa Auer et Thurston Hall
(de g. à d.), dans We Have Our Moments (1937)
- photo promotionnelle -

- 1935 : Hold 'Em Yale de Sidney Lanfield
- 1935 : Aller et Retour (The Gilded Lily) de Wesley Ruggles
- 1935 : The Case of the Curious Bride de Michael Curtiz
- 1935 : Silk Hat Kid d'H. Bruce Humberstone
- 1935 : La Veuve de Monte-Carlo (The Widow of Monte Carlo) d'Arthur Greville Collins
- 1935 : Aux frais de la princesse (The Daring Young Man) de William A. Seiter
- 1935 : Navy Wife d'Allan Dwan
- 1935 : Pas de pitié pour les kidnappeurs (Show Them No Mercy!) de George Marshall
- 1935 : Confidential d'Edward L. Cahn
- 1935 : Hong Kong Nights d'E. Mason Hopper
- 1935 : Hitch Hike Lady (en) d'Aubrey Scotto
- 1936 : Tango de Phil Rosen
- 1936 : Message à Garcia (A Message to Garcia) de George Marshall
- 1936 : Rhythm on the Range de Norman Taurog
- 1936 : L'Extravagant Mr. Deeds (Mr. Deeds goes to Town) de Frank Capra
- 1936 : San Francisco de W.S. Van Dyke
- 1937 : Sea Racketeers d'Hamilton MacFadden
- 1937 : Married before Breakfast d'Edwin L. Marin
- 1937 : On a volé cent mille dollars (We Have Our Moments) d'Alfred L. Werker
- 1937 : Telephone Operator de Scott Pembroke
- 1937 : J'ai le droit de vivre (You Only Live Twice) de Fritz Lang
- 1937 : Meet the Boyfriend (en) de Ralph Staub
- 1937 : Nuits d'Arabie (Ali Baba goes to Town) de David Butler
- 1937 : Lady Behave ! de Lloyd Corrigan
- 1937 : On a volé cent mille dollars (We Have Our Moments) d'Alfred L. Werker
- 1938 : Quelle joie de vivre (Joy of Living) de Tay Garnett
- 1938 : Arson Gang Busters de Joseph Kane
- 1938 : Casier judiciaire (You and Me) de Fritz Lang
- 1938 : Patrouille en mer (Submarine Patrol) de John Ford
- 1938 : L'Île des angoisses (Gateway) d'Alfred L. Werker
- 1938 : La Huitième Femme de Barbe-Bleue (Bluebeard's Eighth Wife), d'Ernst Lubitsch
- 1939 : The Lady and the Mob de Benjamin Stoloff
- 1939 : Monsieur Moto en péril (Mr. Moto in Danger Island) d'Herbert I. Leeds
- 1939 : Femme ou Démon (Destry Rides Again) de George Marshall
- 1939 : Boy Friend de James Tinling
- 1939 : Garde-côtes (Coast Guard) d'Edward Ludwig
- 1939 : Charlie McCarthy Detective de Frank Tuttle
- 1939 : Sous faux pavillon (Calling All Marines) de John H. Auer

### Années 1940

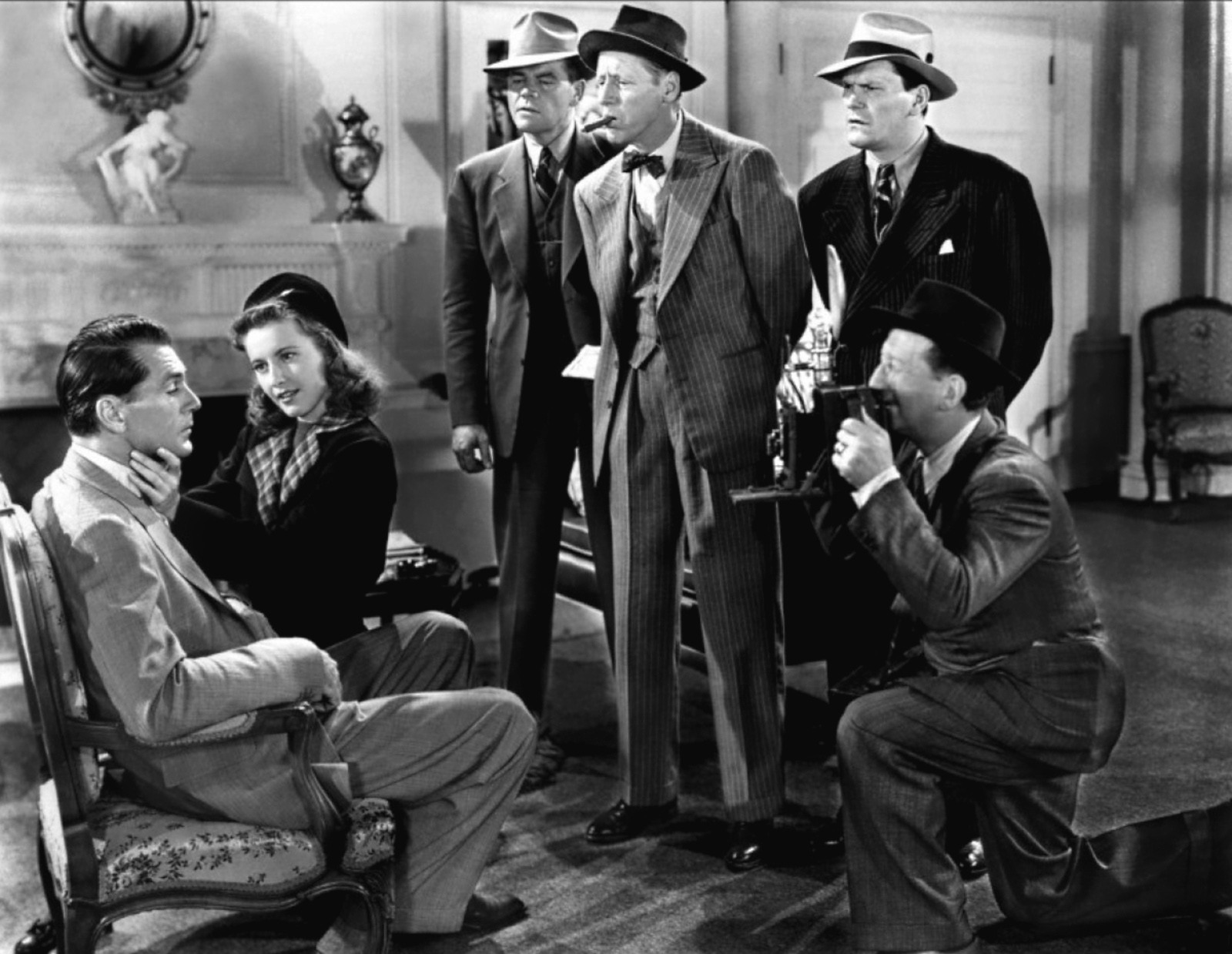
Gary Cooper, Barbara Stanwyck, Pat Flaherty, Irving Bacon, Warren Hymer et Hank Mann (de g. à d.), dans L'Homme de la rue (1941)

- 1940 : Love, Honor and Oh Baby ! de Charles Lamont
- 1941 : La Folle Alouette (Skylark) de Mark Sandrich
- 1941 : Le Tombeur du Michigan (Reaching for the Sun) de William A. Wellman
- 1941 : Birth of the Blues de Victor Schertzinger
- 1941 : L'Homme de la rue (Meet John Doe) de Frank Capra
- 1942 : Mr. Wise Guy de William Nigh
- 1942 : Jail House Blues d'Albert S. Rogell
- 1942 : Hitler - Dead or Alive de Nick Grinde
- 1942 : So's Your Aunt Emma de Jean Yarbrough
- 1942 : One Thrilling Night de William Beaudine
- 1942 : Girls' Town de Victor Halperin
- 1942 : Le Mystérieux Docteur Broadway (Dr. Broadway) d'Anthony Mann
- 1943 : Spy Train d'Harold Young
- 1943 : Gangway for Tomorrow (en) de John H. Auer
- 1944 : Trois c'est une famille (Three Is a Family) d'Edward Ludwig
- 1945 : Les Caprices de Suzanne (The Affairs of Susan) de William A. Seiter
- 1946 : Joe Palooka, champion (Joe Palooka, Champ) de Reginald Le Borg
- 1946 : Gentleman Joe Palooka de Cy Endfield

## Théâtre (à Broadway)
- 1928-1929 : The Grey Fox de Lemist Esler, avec Edward Arnold, Henry Hull, J. M. Kerrigan, Nat Pendleton, George Tobias